# Țvitni Piskî, Sloveanoserbsk
Țvitni Piskî (în ucraineană Цвітні Піски) este un sat în comuna Vesela Hora din raionul Sloveanoserbsk, regiunea Luhansk, Ucraina.

## Demografie
Componența lingvistică a localității Țvitni Piskî
     Rusă (85,71%)
     Ucraineană (13,1%)
Conform recensământului din 2001, majoritatea populației localității Țvitni Piskî era vorbitoare de rusă (85,71%), existând în minoritate și vorbitori de ucraineană (13,1%).